# Penya-segats blancs de Dover

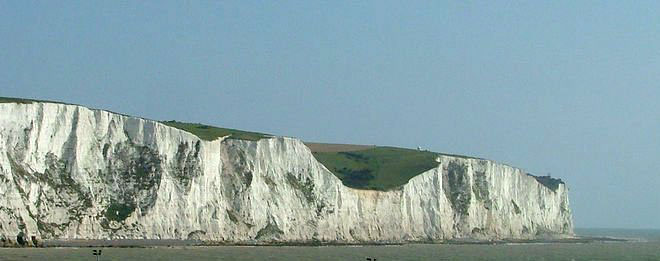
Els penya-segats blancs de Dover

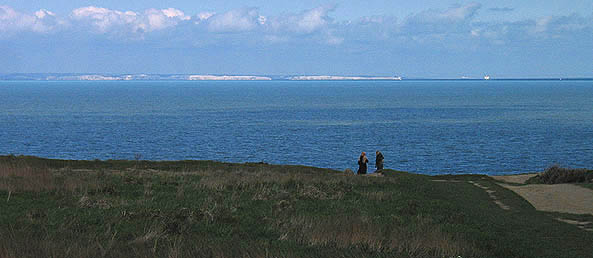
Vistos des de Cap Gris Nez, França

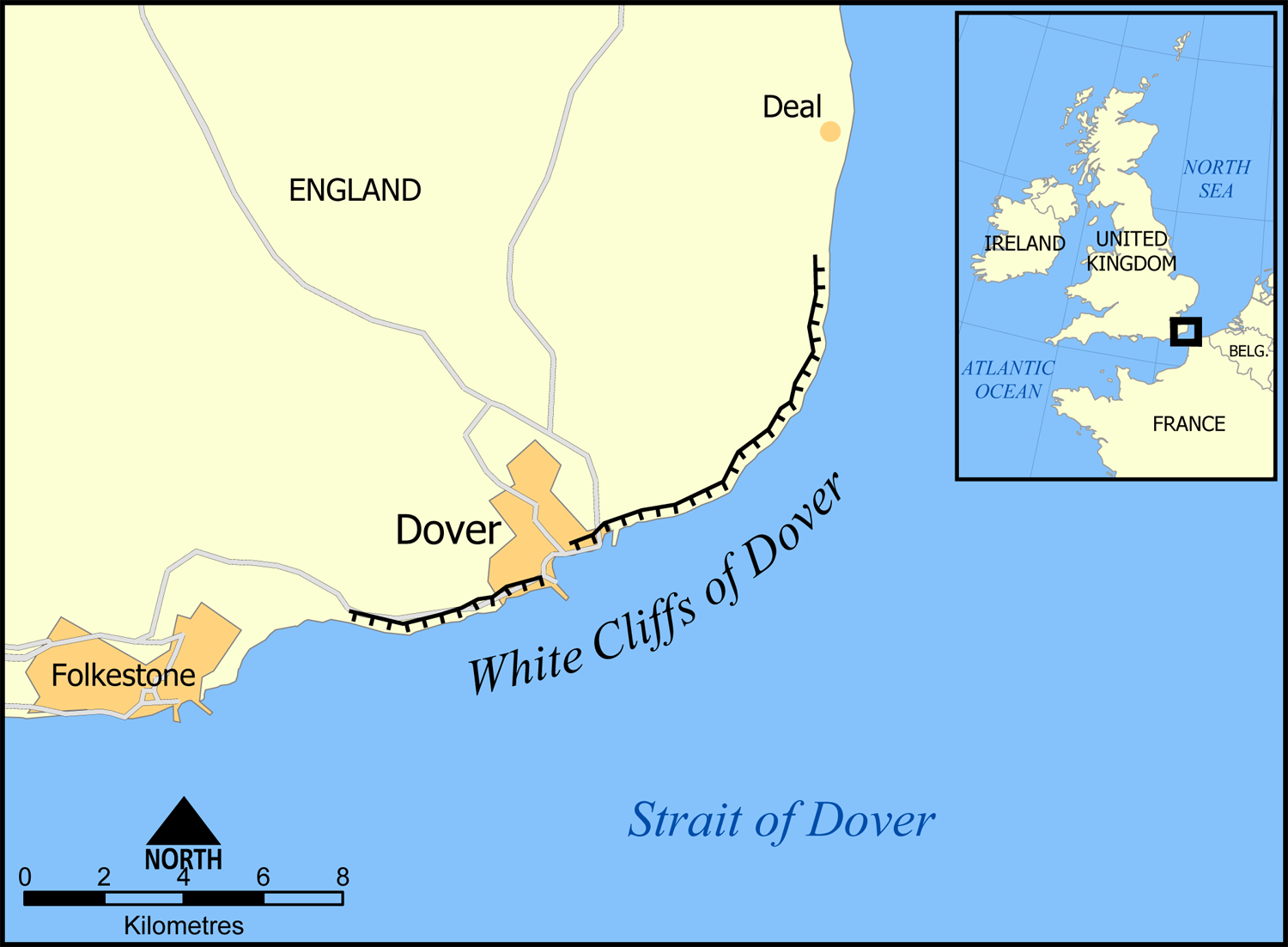
Localització.

Els penya-segats blancs de Dover (en anglès:White Cliffs of Dover) són uns penya-segats que formen part de la línia de costa de la Gran Bretanya encarats a l'Estret de Dover i a França. Els penya-segats formen part de la Formació North Downs. Els penya-segats arriben a una alçada de fins a uns 110 metres, la seva espectacular façana està composta de creta accentuada per ratlles de sílex negre. Aquests penya-segats s'estenen d'est a oest des de la població de Dover al comtat de Kent, que era ja en l'antiguitat un important port.
Aquests blanc penya-segats donen, segons la interpretació del nom celta Alba pels antics romans, el nom alternatiu d'”Albion” (del llatí albus = blanc) a Anglaterra.
Aquests penya-segats tenen un gran valor simbólic per als britànics, ja que miren cap a l'Europa continental en la part més estreta del Canal de la Mànega o “English Channel”, on les invasions històricament han amenaçat Gran Bretanya i contra les quals aquests penya-segats han estat un guardià simbòlic. Els penya-segats es veuen des de la ruta comercial dels avions en entrar i sortir de Gran Bretanya.
El penya-segat Shakespeare (Shakespeare Cliff) marca el punt on la Gran Bretanya es troba més a prop de l'Europa continental. En un dia clar els penya-segats de Dover es veuen des de la costa francesa.

## Geologia
Aquests penya-segats estan compostos principalment per creta balca i tova d'una textura de gra molt fi, composta principalment per plaques de cocòlits, de carbonat de calci format per cocolitòfors, que són algues planctòniques unicel·lulars, també es troben sílex i quars de sediments. De penya-segats d'aquest tipus també se'n troben a les illes de Dinamarca de Møn i Langeland o a les costes de l'illa Rügen a Alemanya. Segons una enquesta del 2005 feta als lectors de Radio Times els penya-segats de Dover van ser considerats la tercera meravella natural del país.
Els penya-segats continuen creixent a una taxa mitjana d'1 cm per any, però, de vegades, en poden caure grans trossos com va passar el 2001 i 2012. Per tant, els visitants han de restar lluny de la vora d'aquests penya-segats.

## Ecologia
Diverses espècies d'ocells fan el niu als penya-segats de Dover, incloent fulmarus i colònies de gavineta (Black-legged Kittiwake).